# 克赖恩森
克赖恩森是德国下萨克森州的一个市镇。总面积65.32平方公里，总人口6846人，其中男性3356人，女性3490人（2011年12月31日），人口密度105人/平方公里。

## 经济
20世纪的大部分时间，克赖恩森是一个铁路枢纽（五条铁路在这里交换，例如汉诺威南部的铁路）和德国联邦邮政一个重要的物流中心。当后者被私有化，新的高速铁路线（汉诺威 - 维尔茨堡）于1991年落成，克赖恩森不再有昔日地位。